# Robert Hébert
Robert Hébert est un philosophe et écrivain canadien.

## Biographie
Après des études en philosophie à l’Université de Montréal, il effectue un séjour en Europe, où il soumet une thèse sur le concept de réflexion. Il fit carrière dans l’enseignement au Collège de Maisonneuve.

## Publications

### Ouvrages
- Mobiles du discours philosophique, Hurtubise HMH, 1978
- Rudiments d'us : 1971-1981, Écrits des Forges, 1983
- L’Amérique française devant l’opinion étrangère, 1756-1960, Hexagone, 1989
- Le Procès Guibord ou l’interprétation des restes, Triptyque, 1992
- Dépouilles : un almanach, Éditions Liber, 1997
- L’homme habite aussi les franges, Éditions Liber, 2003
- Novation. Philosophie artisanale, Éditions Liber, 2004
- Usages d'un monde, Éditions Trahir, 2012 — Disponible en ligne
- Derniers tabous, Éditions Nota bene, 2015

### Ouvrages collectifs et préfaces
- « Hospitalité ou le contre-don des savoirs », in Marc Chabot et André Vidricaire (dir.), Objets pour la philosophie. Nationalisme, prostitution, syndicalisme, etc..., Éditions Pantoute, 1983 — Disponible en ligne
- « Penser l’Amérique en philosophie », in Gérard Bouchard et Yvan Lamonde (dir.), Québécois et Américains. La culture québécoise aux XIXe et XXe siècles, Fides, 1995
- « Éducation, zapping provincial et philosophie. Bref mémoire », in Pierre Bertrand [et al.], Pratiques de la pensée. Philosophie et enseignement de la philosophie au cégep, Éditions Liber, 2002
- « Leçon d’un héritage », in Joseph Doutre, Plaidoyer pour Guibord, Éditions Liber, 2008
- « Parcelles, monde, trouvailles », in Autrement en photographie / Other Ways in Photography, Éditions Cayenne, 2015

### Articles et essais dans des revues (sélection)
- « Introduction à l’histoire du concept de réflexion : position d’une recherche et matériaux bibliographiques », Philosophiques, vol. 2, no 1, 1975.
- « Rationalité-N d'un colloque sur les N rationalités », Philosophiques, vol. 8, no 1, 1981.
- « D’une falaise d’où l’on voit poindre le soleil de la culture savante : contribution au premier cahier de l’Institut québécois de Recherche sur la culture (I) », Philosophiques, vol. 9, no 2, 1982.
- « D’une falaise d’où l’on voit poindre le soleil de la culture savante : contribution au premier cahier de l’Institut québécois de Recherche sur la culture (II) », Philosophiques, vol. 10, no 1, 1983.
- « Sans trop mâcher les mots, percevoir », Philosophiques, vol. 11, no 1, 1984.
- « Composantes du Laboratoire politique : sur la réception de L'Anomalie sauvage : puissance et pouvoir chez Spinoza d'Antonio Negri », Dialogue, n° 23, 1984.
- « Leibniz avaleur », Urgences, no 15, 1986.
- « Saut de note : pour une déontologie de la pensée pure », Urgences, no 31, 1991.
- « Savoir des juges et savoir des juristes », Philosophiques, vol. 19, no 1, 1992.
- « L’agent secret », Moebius, no 60, 1994.
- « Consolations, patentes, épiphanies », Liberté, vol. 37, no 1 (217), 1995.
- « Philosophie politique sur le mode pragmatico-desperado », Horizons philosophiques, vol. 10, no 2, 2000.
- « Devant ces arpenteurs et ces navigateurs », Conjonctures, no 44, été-automne 2007.
- « Vers les murs : ou l’option appalachienne », Contre-jour : cahiers littéraires, no 14, 2007-2008.
- « Philosophie fatale, libérations et cogito du pauvre, ou Pourquoi j’écrivais », Conjonctures, nos  45-46, été-automne 2008.
- « Emballage, deuil, entrelacs », Bulletin Gabriel Naudé, vol. 21, no 1, septembre 2010. — Disponible en ligne
- « Pyroflexions sur absence d’incendie », postface au dossier « Lieu et non-lieu du livre : penser la bibliothèque », Revue Postures, no 13, printemps 2011.
- « Question d'oreilles : Derrida et autres, Nipper et moi. Notes pour un écomusée », Revue Trahir, 2e année, juillet 2011.
- « Prologue aux nouvelles clameurs », Observatoire des nouvelles pratiques symboliques, 2014.